# Galazia (provincia romana)
La Galazia (dal latino: Galatia) era un'antica provincia dell'impero romano che comprendeva parte dei territori della Galazia, nell'attuale Turchia centrale.

## Statuto
Nel 64 a.C. la Galazia divenne uno stato associato all'Impero Romano, mantenendo la suddivisione in tre tribù (ciascuna delle quali con a capo un tetrarca). Al tempo di Cesare, uno dei tre tetrarchi, Deiotaro, prese il sopravvento sugli altri due e venne riconosciuto dai Romani quale "re" della Galazia. Con la morte del re Aminta (25 a.C.), la Galazia fu definitivamente incorporata nell'impero da Augusto, tant'è che Pilamene, erede dell'ultimo re galata, ricostruì un tempio presso Ancira dedicandolo ad Augusto in segno di lealtà all'impero. Nei secoli successivi, del resto, la Galazia si dimostrò una delle province più fedeli a Roma.
Sotto Diocleziano fu divisa in Galatia prima e Galatia Salutaris.

## Religione e cristianesimo
I Galati praticavano una sorta di politeismo celto-romano, finché la loro terra fu visitata da Paolo di Tarso, accompagnato da Sila e Timoteo (Atti degli Apostoli, 16:6). Qui Paolo predicò il Vangelo.
Nel suo terzo viaggio egli visitò "di seguito le regioni della Galazia e della Frigia" (Atti degli apostoli 18:23). Durante i viaggi, Paolo fu ricevuto con entusiasmo in Galazia. I Galati erano incostanti; a Listra la moltitudine venne a malapena impedita dal sacrificarsi a Paolo (poiché pensavano fosse un dio); poco dopo lo lapidarono e lo abbandonarono credendolo morto. Crescente vi venne mandato da Paolo verso la fine della sua vita (2 Timoteo 4:10).
Giuseppe Flavio collega la figura biblica di Gomer alla Galazia: "Perché Gomer trovò quelli che i Greci ora chiamano Galati, ma venivano allora chiamati Gomeriti" (Antichità giudaiche, I:6), anche se altri hanno collegato Gomer ai Cimmeri.
Girolamo (347-420) riferisce che, al suo tempo, i Galati parlavano ancora il galatico, la loro antica lingua celtica (Gerolamo, infatti, riporta che i Galati di Ancyra, la loro capitale oggi chiamata Ankara, parlavano una lingua sorprendentemente affine a quella dei Galli di Treviri, città che oggi è in Germania). A partire da questa data, tuttavia, le tracce dei Galati si perdono nella storia, anche se, secondo gli storici, essi finirono con il mescolarsi con le popolazioni greche e turche dell'Anatolia centrale.